# Kees Witholt

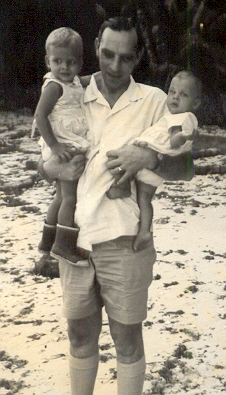
Witholt met kleinkinderen
Biak, 1961

Arent Winter Witholt (Soerabaja, 25 april 1912 - Warmond, 17 augustus 1987) was een officier vlieger van de Marine Luchtvaartdienst (MLD) en een bestuurder van de Koninklijke Luchtvaart Maatschappij (KLM).

## Persoonlijk leven
Witholt, in het dagelijks leven Kees (ook wel Cees) genoemd, werd geboren als zoon van Mr Margaretha Broese van Groenou (1884-1955) en Albert Witholt (1882-1963). Hij was getrouwd met Jenny Catharina Anna (Nen) van Kuyk, met wie hij twee kinderen kreeg. Tijdens de Tweede Wereldoorlog leefde hij gescheiden van zijn echtgenote. Hij vluchtte naar Australië en vloog later missies vanuit Engeland, terwijl zijn echtgenote met hun dochter verbleef in het Japanse gevangenenkamp Ambarawa VI.

## Loopbaan
Witholt was officier vlieger bij de MLD. Bij het uitbreken van de Tweede Wereldoorlog vloog hij Catalina's. Op 8 maart 1942 was de Y-45, onder zijn leiding, de laatste Catalina die uit Nederlands-Indië vertrok.
Tijdens de Tweede Wereldoorlog was hij vlieger bij de MLD, in eerste instantie bij de Royal Australian Air Force en later bij de Royal Air Force. Aan het einde van de oorlog vloog hij bij 320 Dutch Squadron RAF in de B-25 Mitchell. Hij weigerde een missie te vliegen in maart 1945, omdat hij zich zorgen maakte over de grote hoeveelheid burgerslachtoffers. Het was de bedoeling V-2 stellingen in Den Haag te bombarderen. Deze missie zou uiteindelijk bekendstaan als het Bombardement op het Bezuidenhout.
Na de oorlog was Witholt nog commandant van Marine Vliegkamp Valkenburg voordat hij, om persoonlijke redenen, besloot de Koninklijke Marine te verlaten en bij de KLM te gaan werken. Uiteindelijk werd hij hoofd van de vliegdienst bij de KLM en vice president of operations. Hij was tevens secretary van de IATA.
In 1973 werd een Boeing 747 van de KLM (de Mississippi) gekaapt. Witholt ging aan boord in ruil voor het cabinepersoneel. 
Witholt was in 1946, namens de MLD een van de medeoprichters van het Nederlands Instituut voor Vliegtuigontwikkeling (NIV, nu het Nederlands instituut voor vliegtuigontwikkeling en ruimtevaart = NIVR).

## Onderscheidingen
- Ridder in de Orde van de Nederlandse Leeuw
- Officier in de Orde van Oranje-Nassau met de Zwaarden
- Kruis van Verdienste op 2 september 1942[5]
- Vliegerkruis op 3 juni 1947[6]
- Distinguished Service Order
- Officier in de Kroonorde
- Oorlogskruis met Palm

Bron:

## Externe bronnen
30 jaar MLD op MVK Valkenburg foto op de website van het NIMH